# Национальная полиция Украины
Национальная полиция Украины (укр. Національна поліція України) — центральный орган исполнительной власти Украины, предназначенный для обеспечения охраны прав и свобод человека и гражданина, противодействия преступности, поддержания общественного порядка и общественной безопасности. Согласно закону деятельность Национальной полиции направляется и координируется Кабинетом Министров Украины через Министра внутренних дел.
Полиция предназначена для защиты жизни, здоровья, прав и свобод граждан Украины, иностранных граждан, лиц без гражданства; для противодействия преступности, охраны общественного порядка, собственности и для обеспечения общественной безопасности. В пределах своей компетенции руководство деятельностью полиции осуществляют Президент Украины непосредственно или через Министра внутренних дел, руководители территориальных органов Министерства внутренних дел и руководители подразделений полиции.

## История

### Предыстория
Идея создания Украинской полиции появилась в 2012 году и приобрела особую актуальность, когда министр внутренних дел выразил интерес к созданию новой патрульной полиции вместо милиции. Проект должен был модернизировать МВД Украины и сделать его ещё более централизованным, что, в целом, вписалось в общую концепцию централизации власти на Украине. На протяжении последующих лет периодически появлялась информация о всё-таки возможном осуществлении реформы и создании Национальной полиции.
Антикризисный закон, принятый Верховной Радой в марте 2014 г., предусматривает сокращение общей численности МВД на 79 400 человек (с 324 400 до 245 000).
5 апреля 2014 года Кабинет министров Украины в пояснительной записке «антикризисного законопроекта № 4576» предложил сократить общую численность сотрудников МВД Украины на 79 400 человек (с 324 400 до 245 000).
27 мая 2014 заместитель министра внутренних дел Сергей Чеботарь заявил, что счёт изменников в рядах Министерства внутренних дел Украины идёт на десятки тысяч: «Измена сотрудников милиции составляет счёт не на тысячи, а на десятки тысяч. Только 12 тысяч в Крыму. У нас предатели оказались в Тернопольской обл., во Львовской, в Луганске и много где ещё».
В конце июня он же сообщил об увольнении к этому времени из МВД Украины почти 17 тысяч правоохранителей.
6 августа 2014 года советник министра МВД Украины Антон Геращенко сообщил, что только 10-15 % сотрудников милиции в Донецкой области остались преданными МВД Украины, поскольку 1700 были уволены и ещё 300 сотрудников милиции перешли на сторону ДНР, 12 августа 2014 он опубликовал в сети Facebook список имён 150 сотрудников милиции, перешедших на сторону ДНР.
26 августа 2014 года Кабинет Министров Украины утвердил решение № 768-р от 20 августа 2014 года, в соответствии с которым министерству внутренних дел Украины было дополнительно выделено ещё 2,048 млрд гривен из резервного фонда государственного бюджета.

### Создание полиции
23 сентября 2014 года было объявлено, что в ходе реформы МВД милиция будет преобразована в «Национальную полицию», а ГУБОП, транспортная и ветеринарная милиция «будут исключены из структур МВД».
В октябре 2014 года министр внутренних дел Арсен Аваков подтвердил, что в ходе реформы будут ликвидированы Управление по борьбе с организованной преступностью, транспортная и ветеринарная милиция «и ещё целый ряд подразделений».
В ноябре 2014 года Арсен Аваков заявил, что, несмотря на активную кампанию по дискредитации добровольческих подразделений-участников АТО, МВД готово принять в свои ряды те батальоны, которые продемонстрируют надлежащий уровень боеготовности.
12 декабря 2014 года была создана рабочая группа по реформированию МВД Украины, в состав которой вошли иностранные специалисты. Группу возглавила Екатерина Згуладзе, долгое время занимавшая должность заместителя министра внутренних дел Грузии.
19 декабря 2014 года было объявлено о намерении переименовать милицию в полицию.
Также в декабре было объявлено о планируемом сокращении количества личного состава до 120 тысяч человек (из существующих 172 тыс.) за несколько лет.
В начале января 2015 года были уволены 500 сотрудников милиции ГУ МВД Украины Харьковской области, отказавшихся принимать участие в антитеррористической операции.
В январе 2015 года состоялся брифинг, во время которого заместитель главы МВД Эка Згуладзе рассказала о первом преобразованном подразделении Национальной полиции Украины. Она сообщила, что ГАИ будет полностью реорганизована, а все её сотрудники — уволены. Вместо неё предполагалось создать новую службу, которая будет осуществлять круглосуточное патрулирование улиц, реагировать на вызовы спецлинии 102, а также будет обеспечивать безопасность дорожного движения. В тот же день было объявлено о первом наборе желающих служить в новом подразделении, в том числе среди сотрудников ГАИ. Таким образом, патрульная полиция стала пионером реформированных правоохранительных органов и лицом Национальной полиции.
1 июля были уволены все сотрудники ГАИ Николаевской области, 7 июля — Донецкой.
4 июля 2015 года Патрульная полиция начала работать в Киеве.
4 августа президент Порошенко подписал закон «о Национальной полиции».

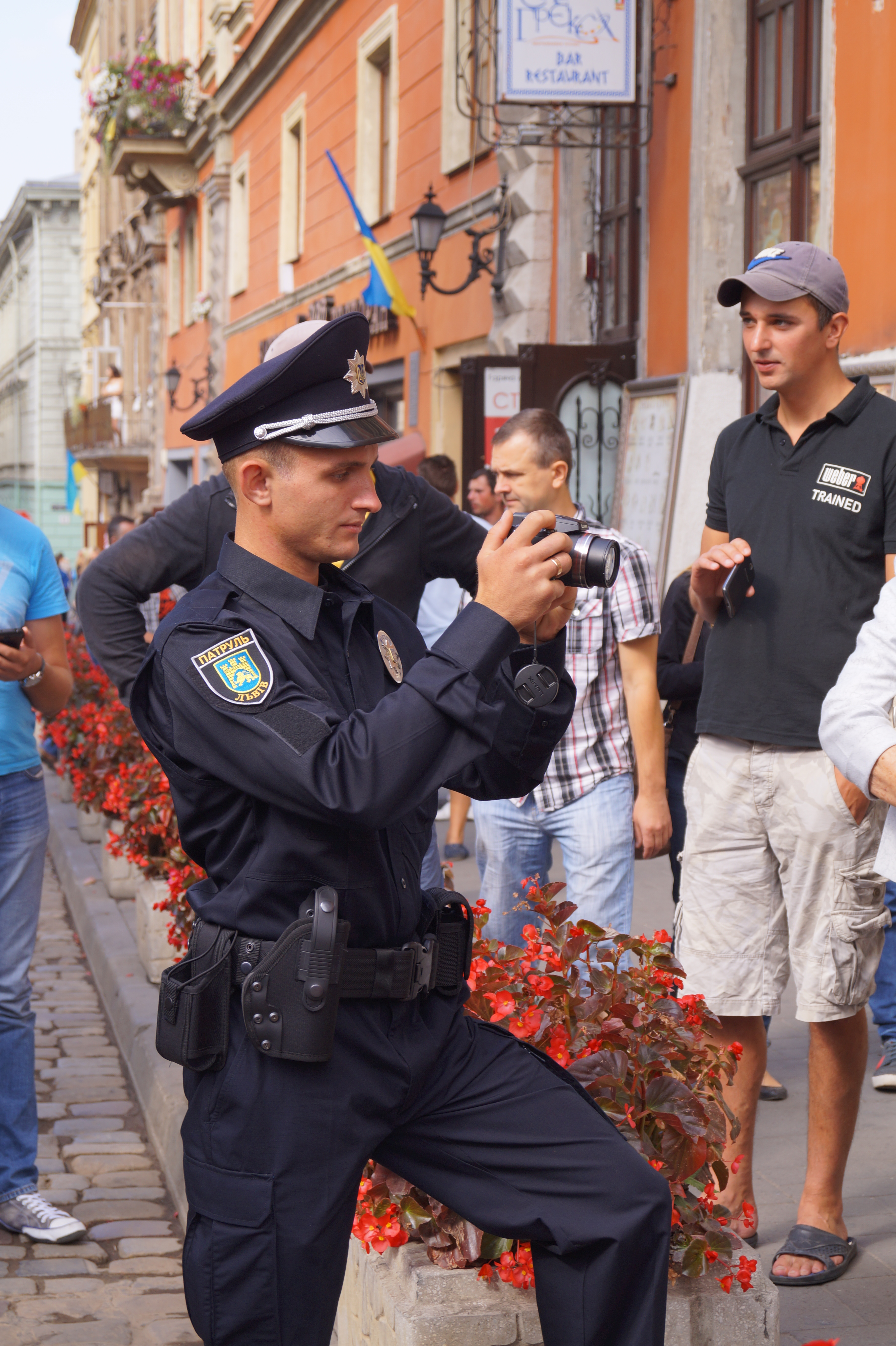
Форма сотрудника Национальной полиции Украины в 2015 году

23 августа в Львове, на площади Рынок перед городской ратушей, более 400 полицейских приняли присягу на верность украинскому народу. В торжественной церемонии приняли участие премьер-министр Украины Арсений Яценюк, министр внутренних дел Украины Арсен Аваков, первый заместитель министра внутренних дел Украины Екатерина Згуладзе, руководство ГУМВД Украины во Львовской области, руководители органов местной власти. Министр внутренних дел Аваков заявил, что только 9,8 % тех, кто служил в старой милиции, будут работать в патрульной полиции города.
25 августа 2015 года в центре Одессы, на Приморском бульваре, возле памятника Дюку де Ришельё 392 новых сотрудника патрульной полиции приняли присягу. Участие принимали Президент Украины Пётр Порошенко, городской голова Одессы Геннадий Труханов, губернатор Одесской области Михаил Саакашвили, министр внутренних дел Украины Арсен Аваков, первый заместитель министра внутренних дел Украины Екатерина Згуладзе.
16 сентября 2015 года ликвидированы все территориальные подразделений МВД. 26 сентября 2015 года на главной площади Харькова 800 патрульных полицейских приняли присягу.
С 6 октября 2015 года в аэропорту «Борисполь» начала функционировать новая полиция в количестве 80 полицейских в 4 смены: по 20 правоохранителей на каждую. Они будут охранять правопорядок в аэропорту, а также на привокзальной площади и на трассе Киев — Борисполь.
9 октября 2015 года на службу заступила Дорожная полиция. Первым местом службы полиции стала трасса М-06 (Е-40) «Киев-Чоп» между Киевом и Житомиром, на которой расположились 6 экипажей дорожной полиции в количестве 12 полицейских. Основной задачей для дорожной полиции стала профилактика ДТП и помощь автомобилистам.
В этот же день 800 патрульных Киева получили свои первые офицерские звания. Торжественная церемония состоялась в Главном управлении патрульной полиции Киева. Погоны 22 командирам полицейских рот вручил министр внутренних дел Украины Арсен Аваков.
4 ноября 2015 года на внеочередном заседании Кабинета Министров Украины по представлению министра внутренних дел Арсена Авакова был назначен начальник Национальной полиции Украины. Должность заняла Хатия Деканоидзе.

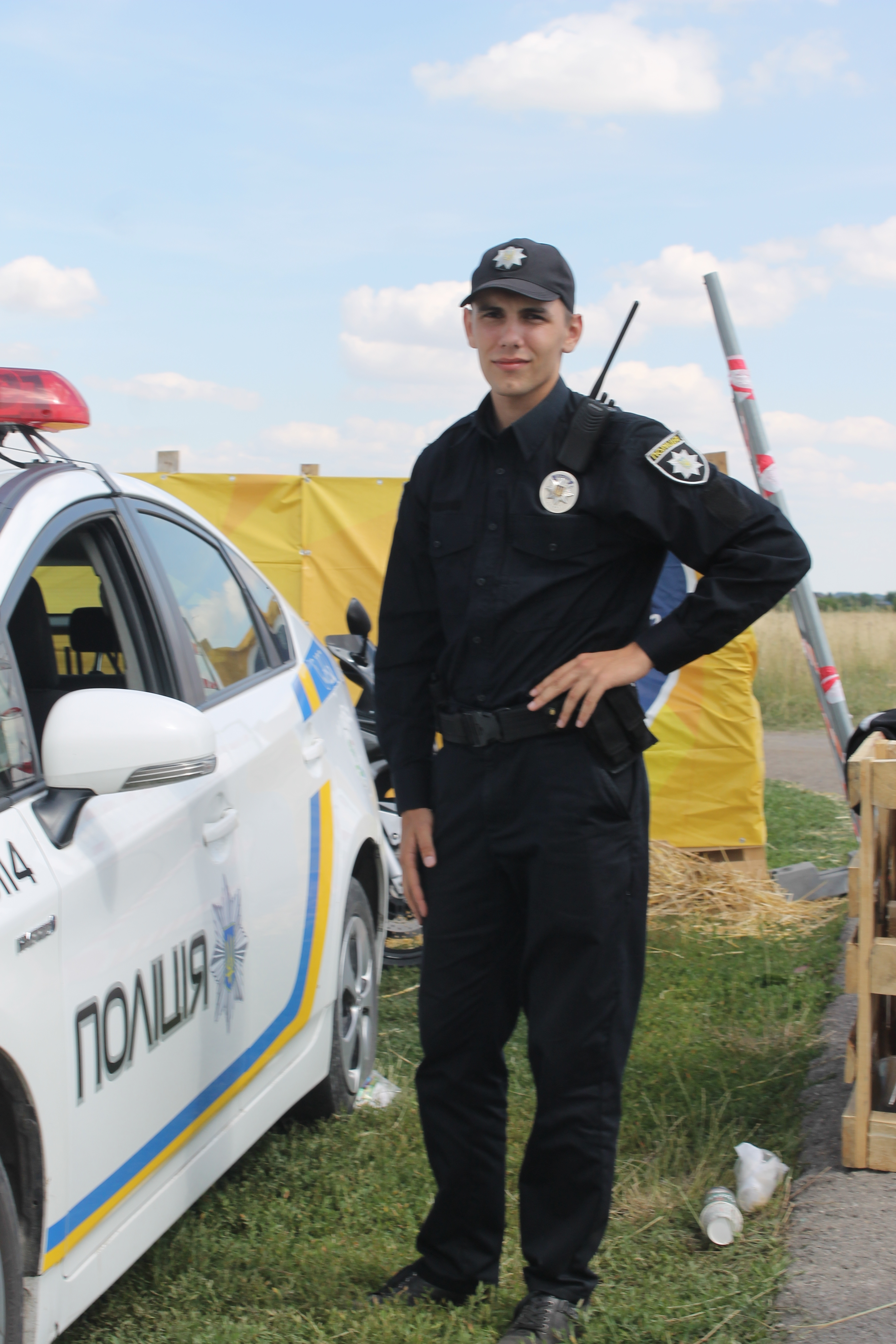
Сотрудник Патрульной полиции на фестивале в Тернополе, 2016 год

7 ноября 2015 года, на Украине вступил в силу закон «О Национальной полиции» и Положение о Национальной полиции, утверждённое постановлением Кабинета Министров Украины от 28 октября 2015 года.
16 апреля 2016 года на острове Хортица на верность украинскому народу присягнули 509 полицейских. Отныне новая полиция работает и в городе Запорожье. Принимать присягу у запорожских полицейских из Киева приехал министр внутренних дел Арсен Аваков.

### Деятельность полиции
С января 2022 года на дорогах Украины появились немаркированные автомобили полиции. Новые автомобили патрульной полиции, визуально не отличающиеся от других автомобилей-участников дорожного движения и оснащены системой контроля скорости движущихся транспортных средств, считывания и распознавания номерных знаков с последующей проверкой в базах данных.
После начала полномасштабной российско-украинской войны, сотрудники полиции Украины принимали участие в боевых действиях, в эвакуации мирного населения, в охране правопорядка во время комендантского часа.

## Подразделения
- Криминальная полиция (в том числе уголовный розыск и киберполиция)
- Патрульная полиция
- Органы досудебного расследования (следственные управления)
- Полиция охраны
- Специальная полиция (патрульная служба полиции особого назначения)
- Полиция особого назначения (спецподразделения КОРД и ППОН ГУНП)

## Структура Национальной полиции Украины
Систему Национальной полиции составляет центральный орган управления Национальной полицией и территориальные органы Национальной полиции.

### Центральный орган управления
- Департамент обеспечения деятельности Главы Национальной полиции
- Департамент уголовного розыска (в составе криминальной полиции)
- Департамент миграционной полиции (в составе криминальной полиции)
- Департамент оперативной службы (в составе криминальной полиции)
- Департамент оперативно-технических мероприятий (в составе криминальной полиции)
- Департамент обеспечения деятельности, связанной с опасными материалами (в составе криминальной полиции)
- Департамент борьбы с наркопреступностью (в составе криминальной полиции)
- Департамент превентивной деятельности
- Департамент «Корпуса оперативно-раптової дії» (в составе полиции особого назначения)
- Департамент международного полицейского сотрудничества
- Главное следственное управление (в составе органа досудебного расследования)
- Департамент организационно-аналитического обеспечения и оперативного реагирования
- Департамент информационно-аналитической поддержки
- Правовой департамент
- Департамент кадрового обеспечения
- Управление коммуникации
- Департамент управления службы (в составе полиции особого назначения)
- Управление режима и технической защиты информации
- Департамент главной инспекции и соблюдения прав человека
- Управление предотвращения коррупции
- Отдел организации кинологической деятельности
- Отдел специальной связи
- Сектор по вопросам пенсионного обеспечения
- Департамент уголовного анализа (в составе криминальной полиции)
- Департамент финансового обеспечения и бухгалтерского учета
- Управление авиации и полиции на воде
- Управление дознания (в составе органа досудебного расследования)
- Отдел контроля над обращением оружия
- Управление ювенальной превенции (в составе патрульной полиции)

### Межрегиональные территориальные органы
- Департамент патрульной полиции
- Департамент внутренней безопасности (в составе уголовной полиции)
- Департамент киберполиции (в составе уголовной полиции)
- Департамент стратегических расследований (в составе уголовной полиции)
- Департамент полиции особого назначения «Объединенная штурмовая бригада Национальной полиции Украины «Лють»
- Департамент полиции охраны как межрегиональный территориальный орган Национальной полиции
- Органы полиции охраны как территориальные органы Национальной полиции

## Карта
— действует
 — обучение сотрудников
 — проведение конкурса
 — проводится приём заявок
 — готовится приём заявок

### Формирования специального назначения
- Корпус оперативно-внезапного действия (КОРД)
- Полки, батальоны и роты патрульной службы полиции особого назначения
- Роты ТОР (тактико-оперативного реагирования)[укр.] — созданы в 2018 году[38][39].
- Объединённая штурмовая бригада «Лють» — создана 2 февраля 2023 года

## Руководство
- Глава Национальной полиции Украины — Иван Выговский, генерал полиции первого ранга (с 14 июля 2023; и.о. 20 января — 14 июля)
- Первый заместитель Главы Национальной полиции — начальник Главного следственного управления — Максим Цуцкиридзе, генерал полиции третьего ранга
- Заместитель Главы Национальной полиции — руководитель патрульной полиции — Александр Фацевич[укр.], генерал полиции третьего ранга
- Заместитель Главы Национальной полиции — руководитель криминальной полиции — Андрей Небитов[укр.], генерал полиции третьего ранга
- Заместитель Главы Национальной полиции — Геннадий Федорюк, генерал полиции третьего ранга
- Заместитель Главы Национальной полиции — Дмитрий Тишлек, полковник полиции
- Заместитель Главы Национальной полиции — руководитель Департамента кадрового обеспечения — Сергей Кобец, генерал полиции третьего ранга

## Экипировка

### Техника
| Изображение | Модель               | Сборка           | Назначение                       | Количество | Примечания |
| ----------- | -------------------- | ---------------- | -------------------------------- | ---------- | --- |
|             | Toyota Prius         | Япония           | Патрульная машина                | 1568       | Переданы Японией в рамках Киотского протокола. В том числе используются: - Патрульной полицией в Киеве — 235 машин; - Патрульной полицией во Львове — 50 машин - Патрульной полицией в Одессе — 40 машин.                         |
|             | Mitsubishi Outlander | Япония           | Патрульная машина                | 718        | Переданы Японией в рамках Киотского протокола. |
|             | Renault Dokker       | Франция          | Полицейский фургон               | 192        | Закуплены вместе с Renault Duster у «Нико Прайм Мегаполис» на общую сумму в 122 520 000 гривен. |
|             | Renault Duster       | Румыния          | Патрульная машина                | 104        | Закуплены вместе с Renault Dokker у «Нико Прайм Мегаполис» на общую сумму в 122 520 000 гривен. Используются: - Патрульной полицией в Одессе — 19 машин.                                                                          |
|             | Hyundai Sonata       | Республика Корея | Патрульная машина                | 85         | Переданы государственным предприятием «Международный аэропорт Борисполь». |
|             | Fiat Tipo            | Турция           | Патрульная машина                | 20         | |
|             | Isuzu D-Max          | Япония           | Патрульная машина                | 38         | Переданы Евросоюзом в рамках Программы трансграничного сотрудничества Польша-Беларусь-Украина. Используются: - Патрульной полицией в Луцке — 20 машин; - Патрульной полицией в приграничных городах Волынской области — 18 машин. |
|             | Renault Kangoo       | Франция          | Автомобиль быстрого реагирования | 26         | |
|             | Skoda Rapid          | Украина          | Патрульная машина                | 750        | Закуплены у ООО «Еврокар» на общую сумму в 149 миллионов гривен .Также закуплена партия из 350 автомобилей в 2019 году |
|             | Skoda Octavia        | Украина          | Патрульная машина                | 100        | Закуплены у ООО «Еврокар» |
|             | Škoda Octavia        | Чехия            | Патрульная машина                | 20         | Переданы Эстонией в 2024 году |
|             | Volkswagen Tiguan    | Германия         | Патрульная машина                | 15         | Переданы Эстонией в 2024 году |
|             | Robinson R44         | США              | Многоцелевой вертолёт            | 1          | Используется для охраны общественного порядка во время массовых мероприятий |
|             | H145                 | Франция          | Многоцелевой вертолёт            | 6          | |

### Вооружение
| Изображение | Модель              | Производство | Тип                            | Калибр     | Примечания |
| ----------- | ------------------- | ------------ | ------------------------------ | ---------- | ---------- |
|             | Форт-17             | Украина      | Самозарядный пистолет          | 9×18 мм ПМ |            |
|             | Газовый баллончик   | Украина      | Оружие несмертельного действия | —          |            |
|             | Полицейская дубинка | Украина      | Оружие несмертельного действия | —          |            |

## Присяга
Я, (фамилия, имя и отчество), осознавая свою высокую ответственность, торжественно присягаю верно служить украинскому народу, соблюдать Конституцию и законы Украины, воплощать их в жизнь, уважать и охранять права и свободы человека, честь государства, с достоинством нести высокое звание полицейского и добросовестно выполнять свои служебные обязанности.
Оригинальный текст (укр.)Я, (прізвище, ім’я та по батькові), усвідомлюючи свою високу відповідальність, урочисто присягаю вірно служити Українському народові, дотримуватися Конституції та законів України, втілювати їх у життя, поважати та охороняти права і свободи людини, честь держави, з гідністю нести високе звання поліцейського та сумлінно виконувати свої службові обов’язки.

## Знаки различия
| Младший состав | Младший состав | Младший состав | Младший состав  | Средний состав    | Средний состав | Средний состав    | Средний состав |
| -------------- | -------------- | -------------- | --------------- | ----------------- | -------------- | ----------------- | -------------- |
|                |                |                |                 |                   |                |                   |                |
| Рядовой        | Капрал         | Сержант        | Старший сержант | Младший лейтенант | Лейтенант      | Старший лейтенант | Капитан        |

| Старший состав | Старший состав | Старший состав | Высший состав   | Высший состав   | Высший состав   |
| -------------- | -------------- | -------------- | --------------- | --------------- | --------------- |
|                |                |                |                 |                 |                 |
| Майор          | Подполковник   | Полковник      | Генерал 3 ранга | Генерал 2 ранга | Генерал 1 ранга |

## Критика
По результатам исследования Киевского международного института социологии, в декабре 2015 года Национальной полиции доверяло 14,9 % населения, а патрульной полиции — 20,7 %. Однако по данным майского опроса  Центра Разумовского в 2020 году 37% украинцев доверяют своей полиции.
Превышение полномочий, коррупцию и другие незаконные действия сотрудников Национальной полиции освещает интернет-издание Дорожный контроль.
Известны случаи, когда Национальная полиция скрывает публичную информацию и отказывается от ответа на запросы, ссылаясь на формальные требования закона. Также известны случаи, когда полиция не приезжала на вызовы или для неё некоторые лица были «неприкасаемы».
По мнению британо-канадского политолога Тараса Кузьо, среди всех украинских госструктур наихудшую репутацию в вопросах прав человека имеют исполнительные органы Министерства внутренних дел, где культура полицейского делопроизводства мало изменилась с советских времён. Украинские правоохранители широко используют в своей работе методы выбивания признаний и показаний без должного уважения к принципу презумпции невиновности (см. права человека на Украине). По сообщению организации Amnesty International, пытки и ненадлежащее обращение с заключёнными продолжают повсеместно практиковаться в украинских местах заключения в атмосфере безнаказанности для истязателей. При этом следственные процедуры по случаям пыток и плохого обращения с задержанными не соответствуют европейским стандартам в плане независимости и беспристрастности.

## Галерея

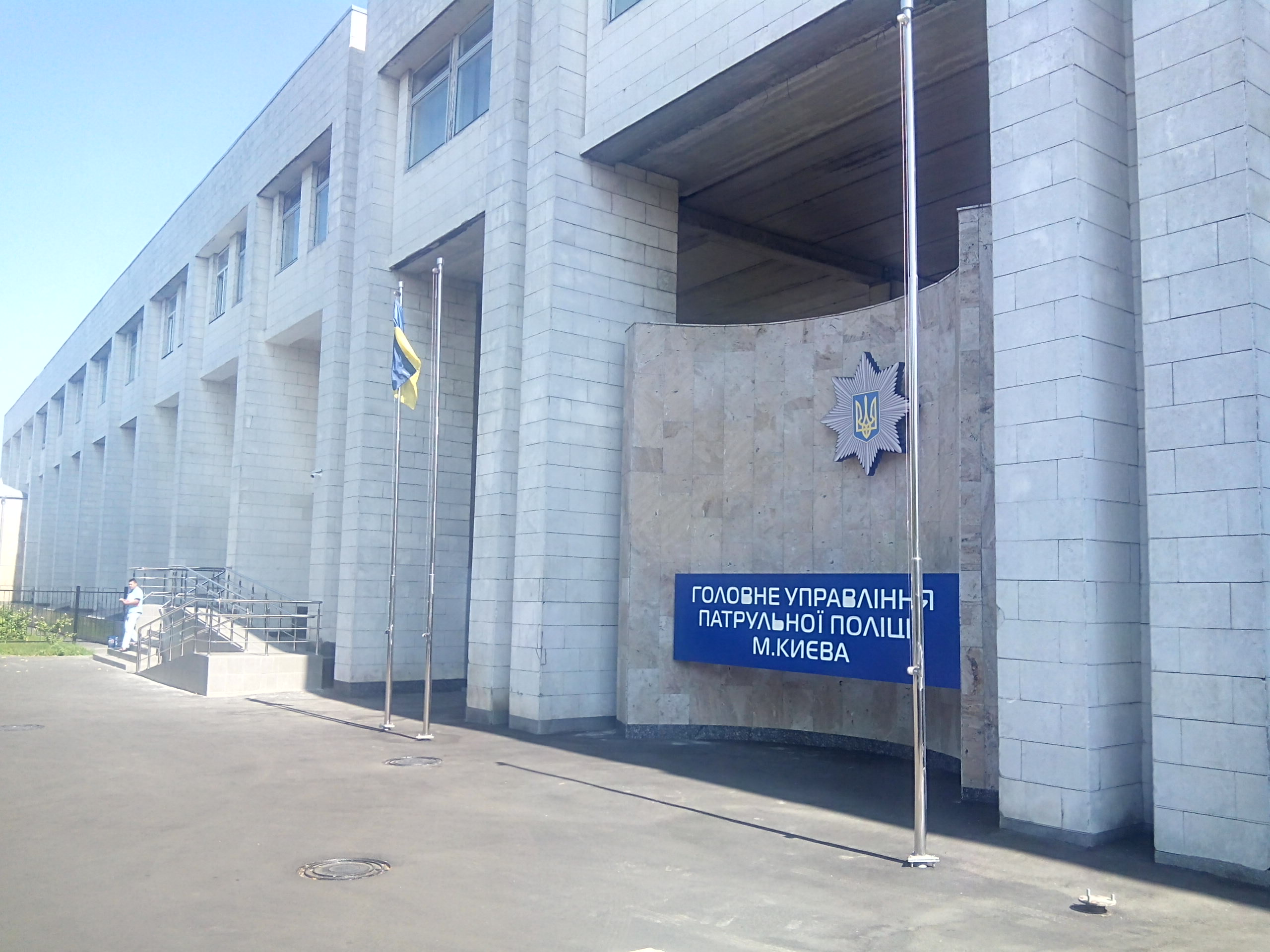
Здание Главного управления патрульной полиции Киева
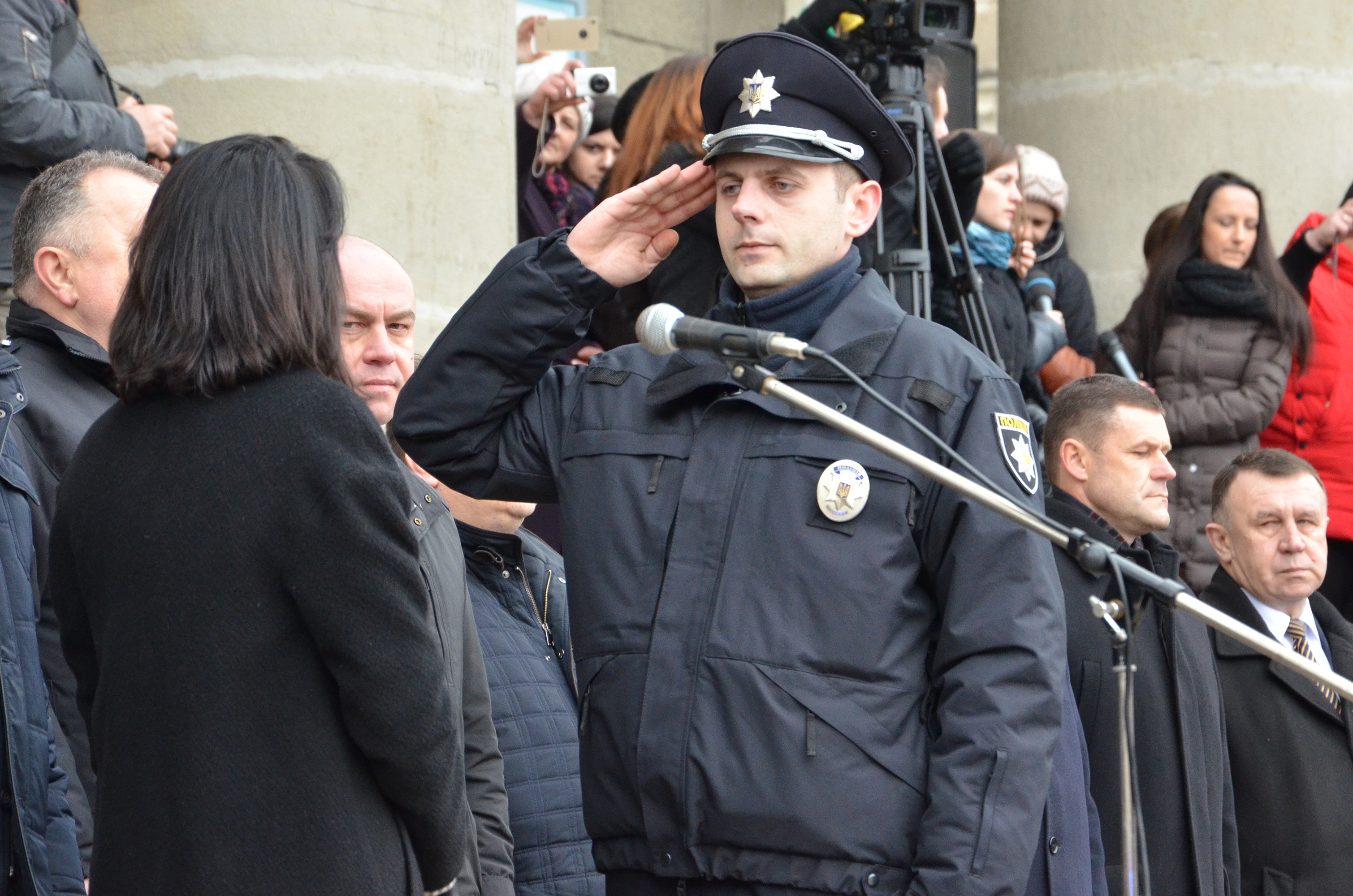
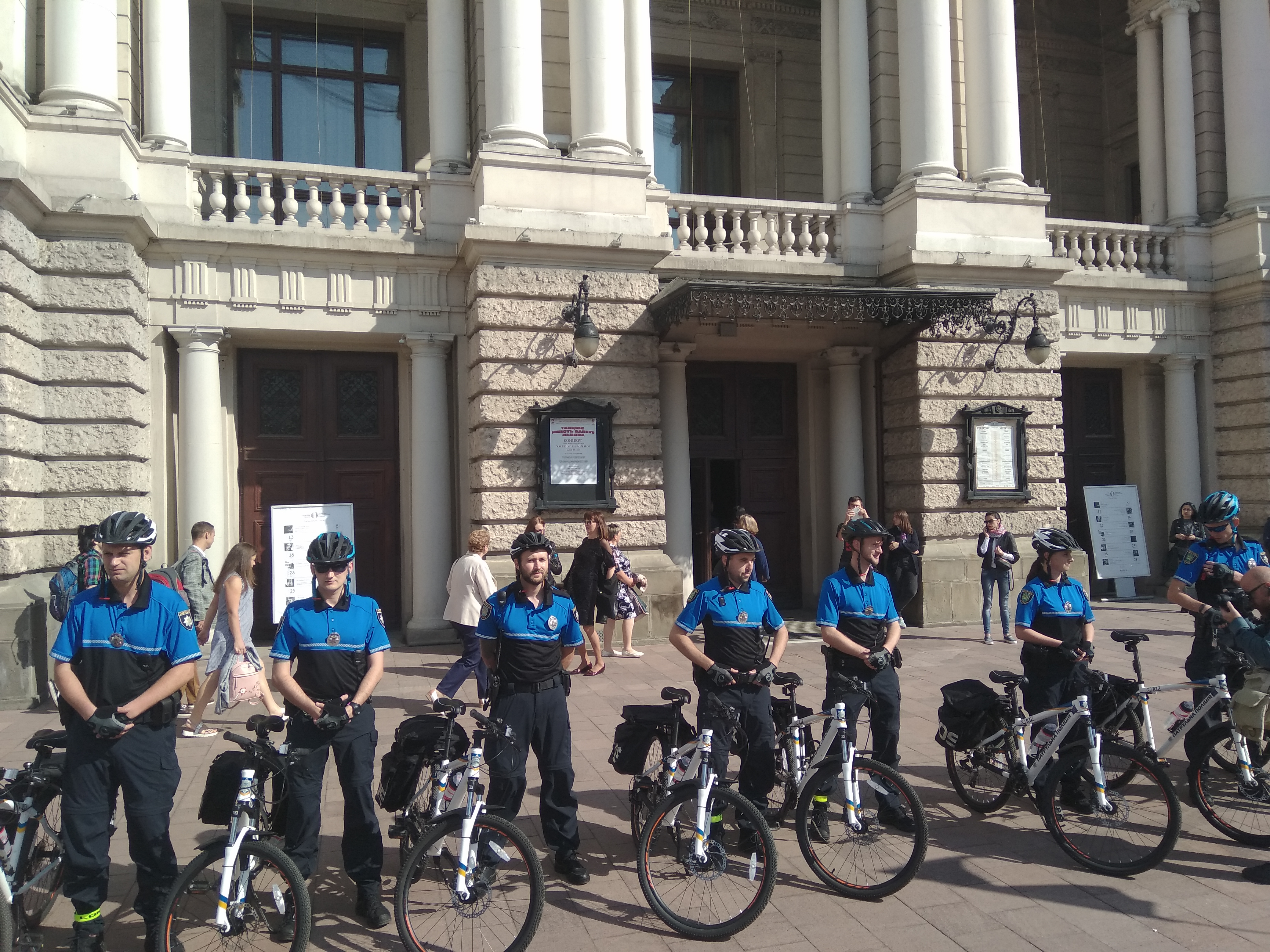
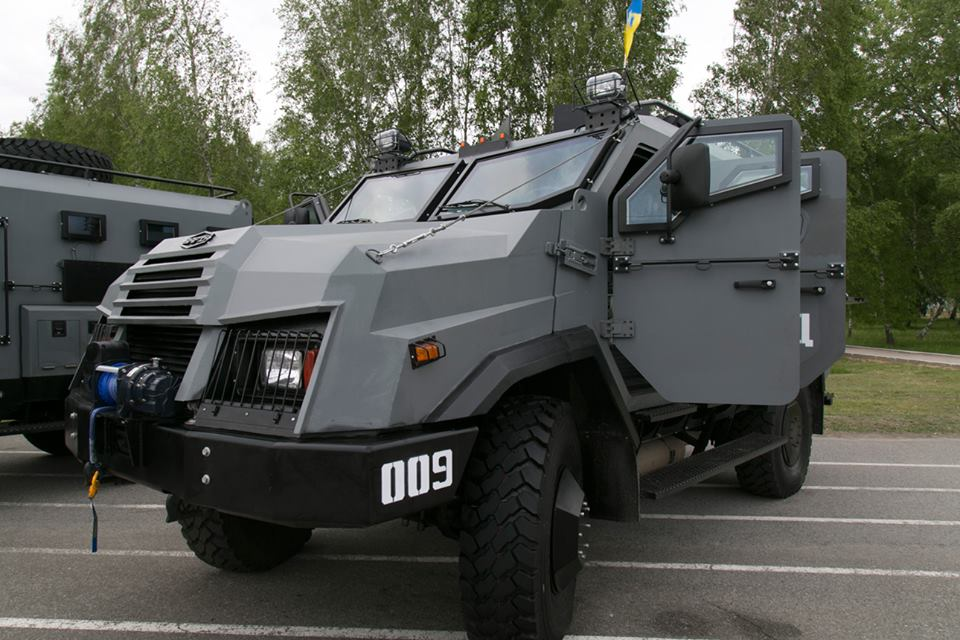
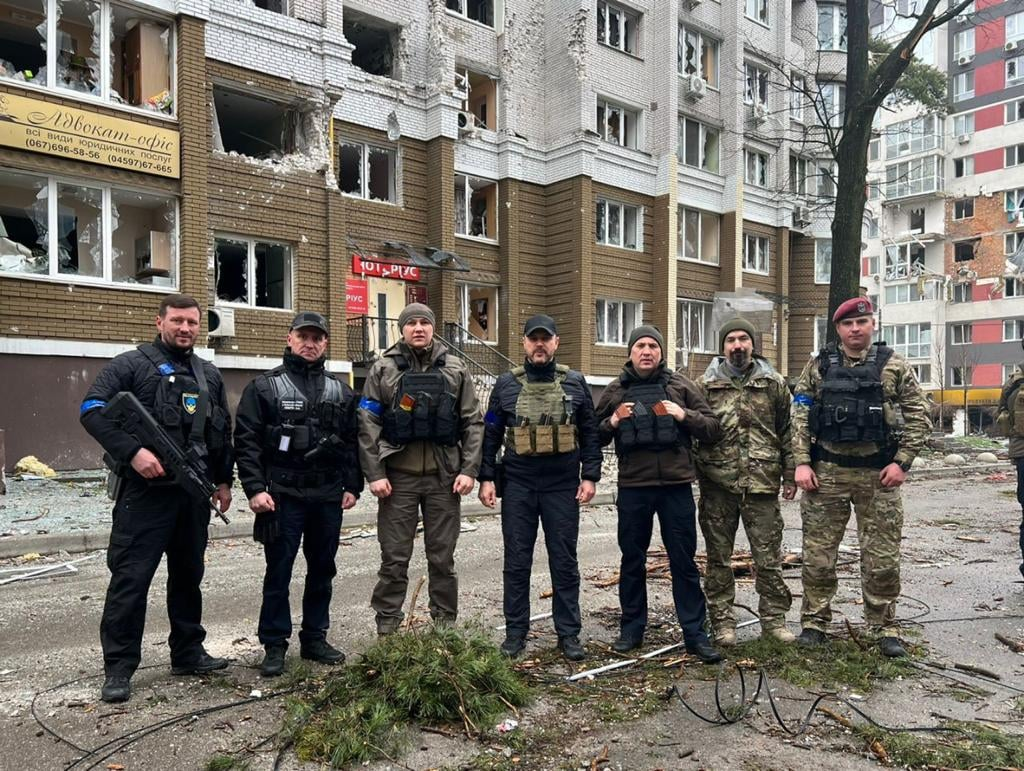
Сотрудники полиции вместе с военными в Ирпене в 2022 году
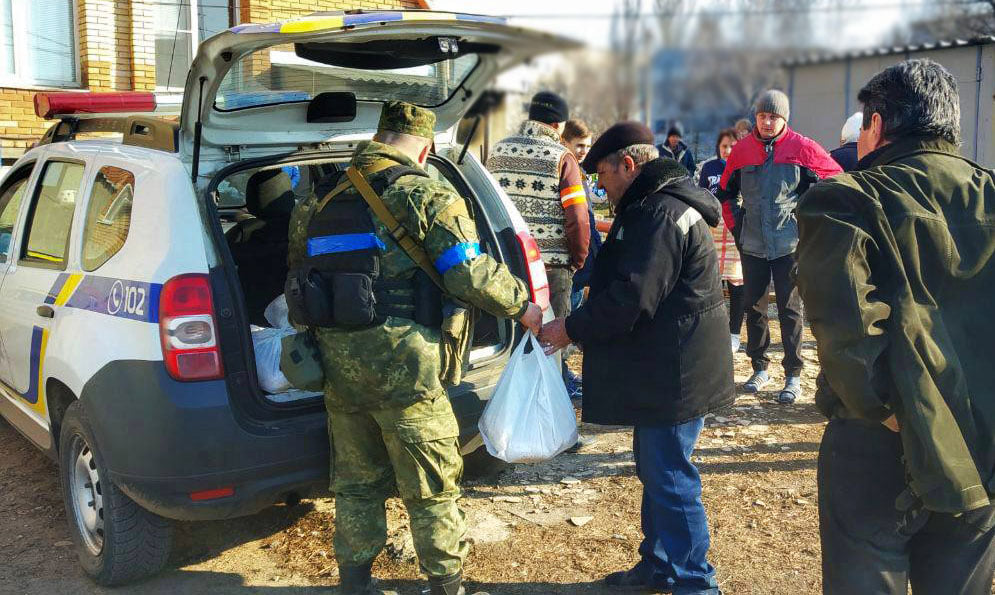
Полиция в Марьинке
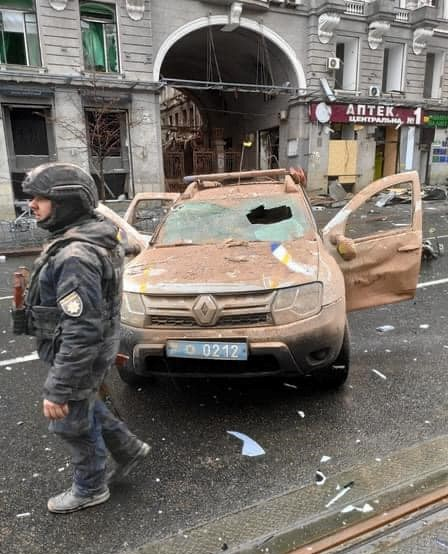
Полиция в Харькове
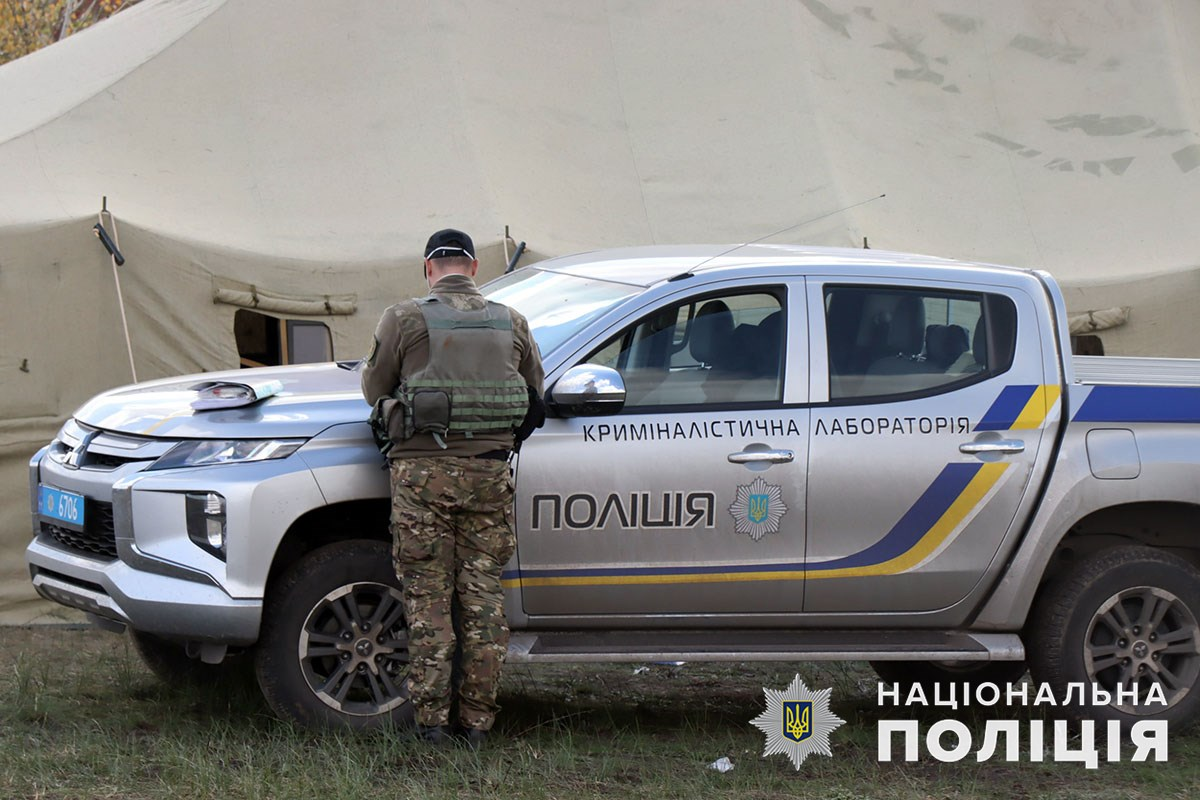
Полиция в Лимане
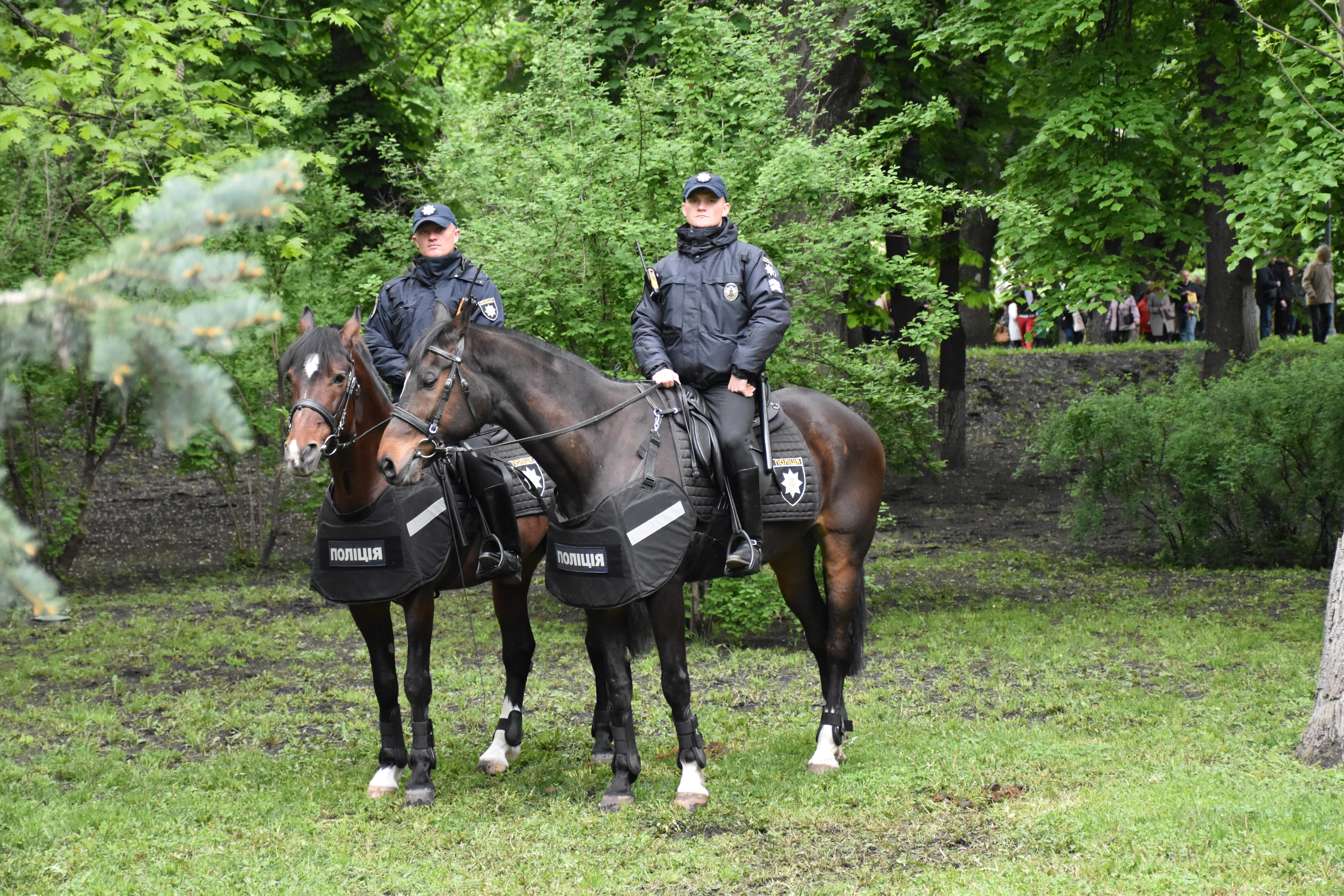
Конная полиция в Киеве, 2019 год

## Символика полиции

Наплечная нашивка Национальной полиции
Нашивка патрульной полиции Ивано-Франковска
Нашивка патрульной полиции Киева
Нашивка патрульной полиции Луцка
Нашивка патрульной полиции Львова
Нашивка патрульной полиции Мариуполя
Нашивка патрульной полиции Одессы
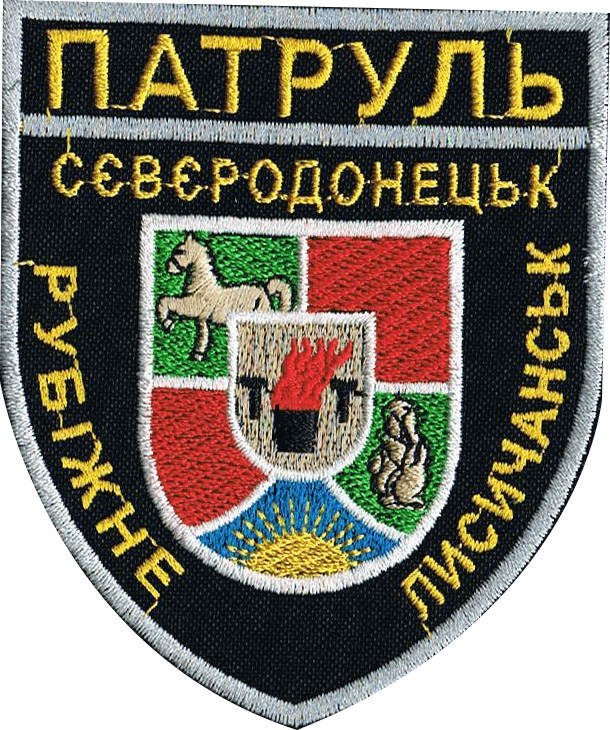
Нашивка патрульной полиции Северодонецка-Рубежного-Лисичанска
Нашивка патрульной полиции Харькова
Нашивка полиции охраны Украины
Нашивка полиции особого назначения Украины (КОРД)
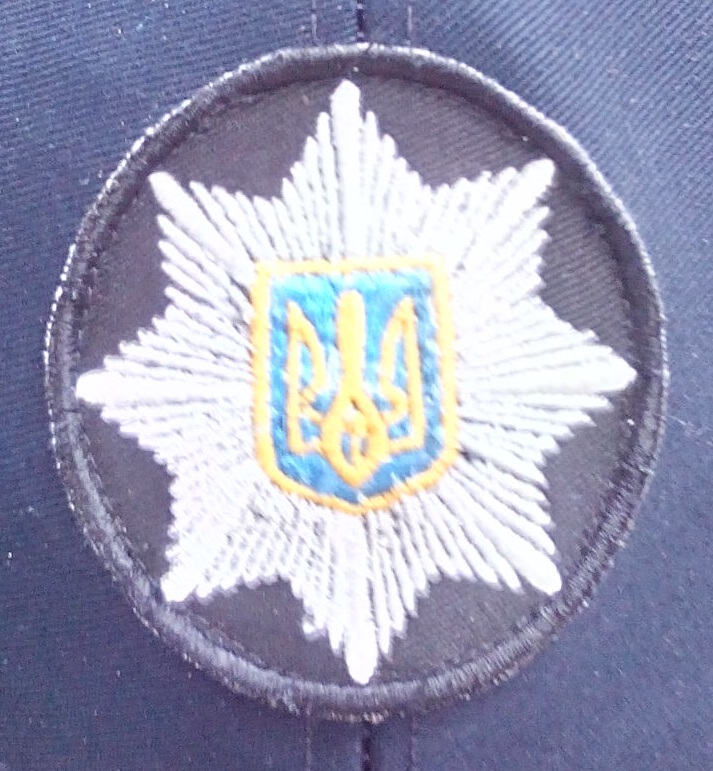
Нашивка на кепках Национальной полиции Украины
Логотип Национальной полиции на автомобилях
Знак сотрудника Национальной полиции
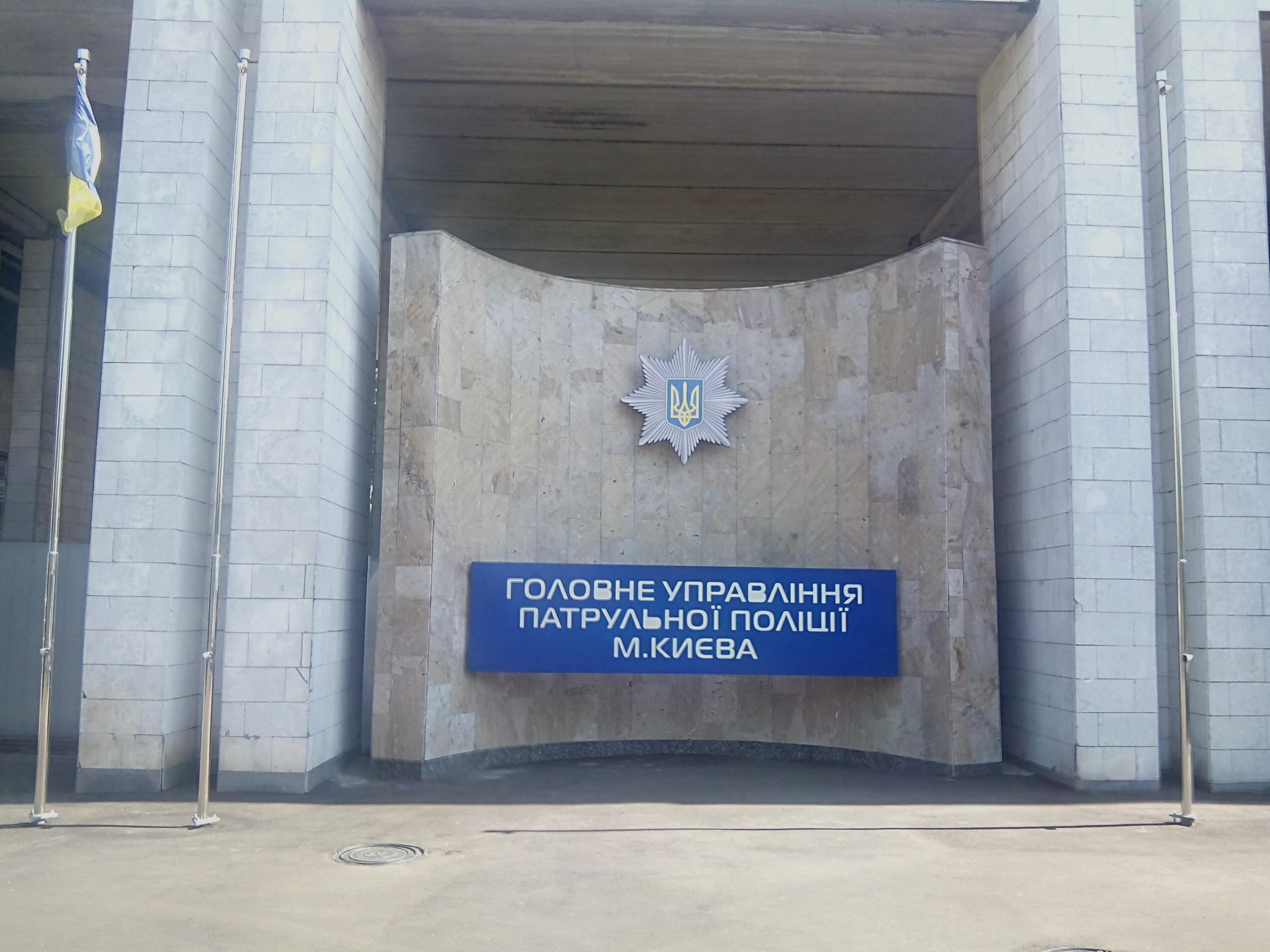
Здание Главного управления патрульной полиции Киева